# 婆羅門巴里亞縣
婆羅門巴里亞縣是孟加拉國吉大港區的一個縣，位於該國東部，東界印度，西界梅克納河。面積1,927.11平方公里。2001年人口2,398,254人。
下分八個鄉。